# Cercosaura bassleri
Espèce
Synonymes
- Cercosaura ocellata bassleri Ruibal, 1952

Cercosaura bassleri est une espèce de sauriens de la famille des Gymnophthalmidae.

## Répartition
Cette espèce est endémique du Pérou.

## Description
Le mâle holotype mesure 45 mm de longueur standard.

## Étymologie
Cette espèce est nommée en l'honneur d'Harvey Bassler (1882–1950).

## Publication originale
- Ruibal, 1952 : Revisionary notes of some South American Teiidae. Bulletin of the Museum of Comparative Zoology at Harvard College, no 106, p. 477-529 (texte intégral).